# Godescalc-Evangelistar

Maiestas Domini

Das Godescalc-Evangelistar ist eine karolingische Bilderhandschrift auf Latein, die zwischen 781 und 783 in der so genannten Hofschule Karls des Großen an der Aachener Königspfalz entstand. Es ist die älteste Handschrift dieser nach ihrer Leithandschrift auch als Ada-Gruppe bezeichneten Malschule.
Das Buch ist nach einem Schreiber Godesscalc benannt, dessen Name oft fälschlich mit einem s wiedergegeben wird. Auftraggeber waren laut Kolophon Karl der Große und seine Gemahlin Hildegard. Heute befindet sich die Handschrift in der Pariser Bibliothèque nationale unter der Signatur Ms. nouv. acq. lat. 1203.
Das Evangelistar ist mit sechs ganzseitigen Miniaturen, ornamentalem Schmuck, Initialen und Zierseiten illuminiert. Es wurde mit goldener und silberner Tinte auf purpurgefärbtem Pergament geschrieben. Stilistisch weist es noch deutlich Elemente der insularen Buchmalerei auf, die ganzseitigen Miniaturen – der thronende Christus, die vier Evangelisten sowie der Lebensbrunnen – streben jedoch bereits nach realer Körperlichkeit und einer logischen Verbindung zum dargestellten Raum und wirkten so stilbildend für die folgenden Werke der Hofschule Karls des Großen. Im Godescalc-Evangelistar taucht zum ersten Mal überhaupt in einem erhaltenen Evangelistar das Motiv des Lebensbrunnens auf.

## Galerie

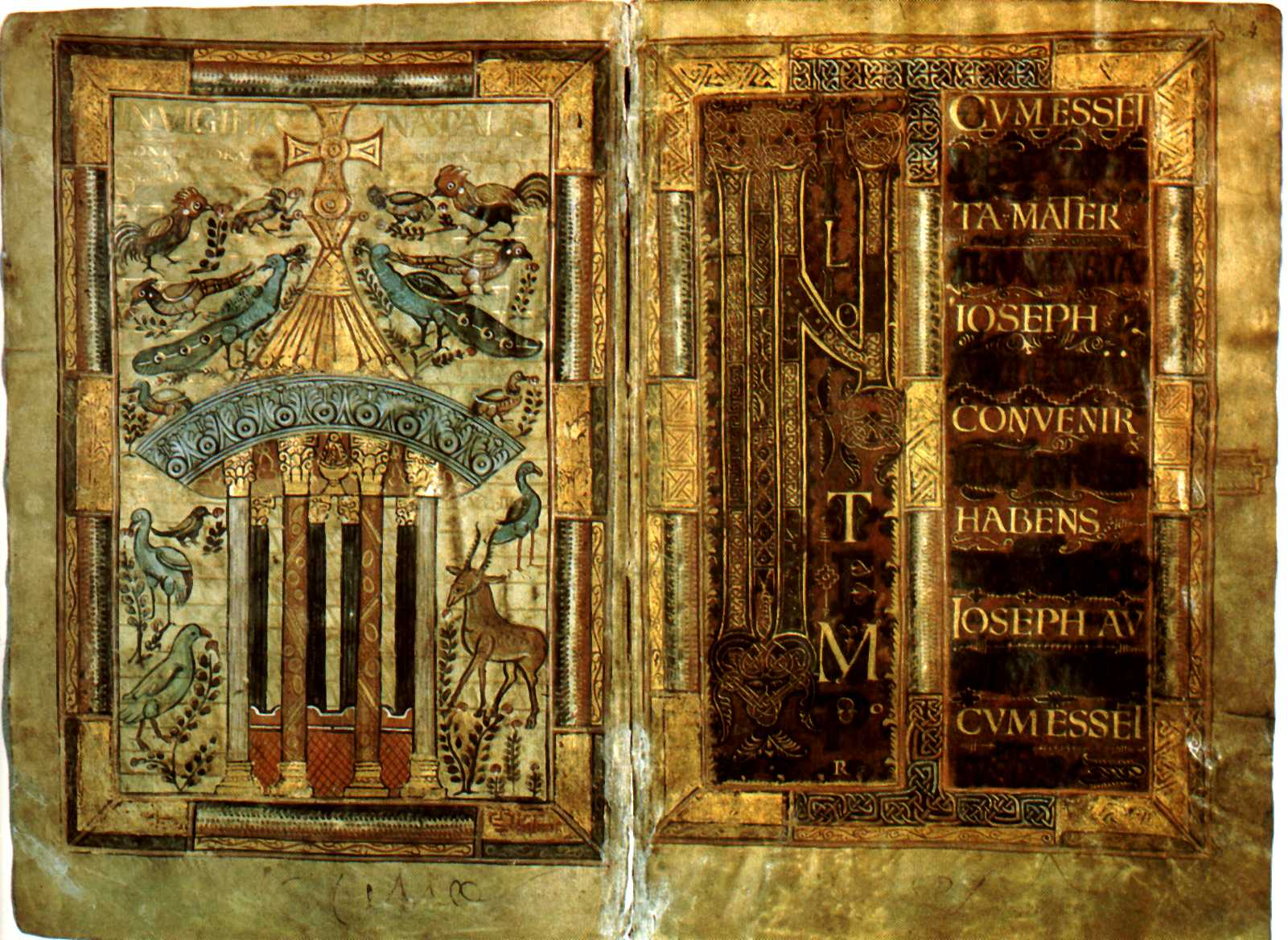
Lebensbrunnen und Initiale
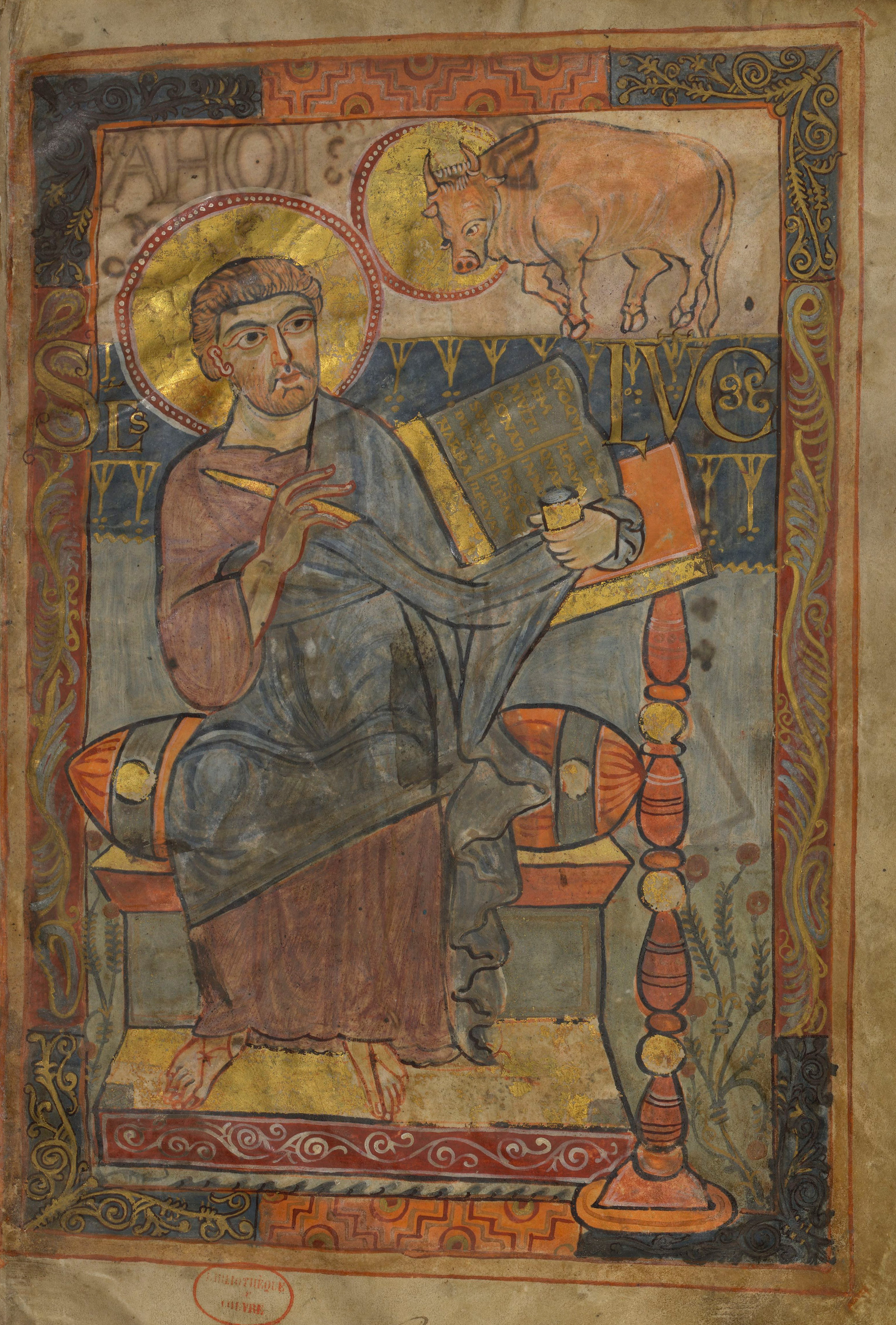
Evangelist Lukas